# John Floherty
John J. Floherty Jr., né en 1907 et décédé en 1977, était un illustrateur américain.

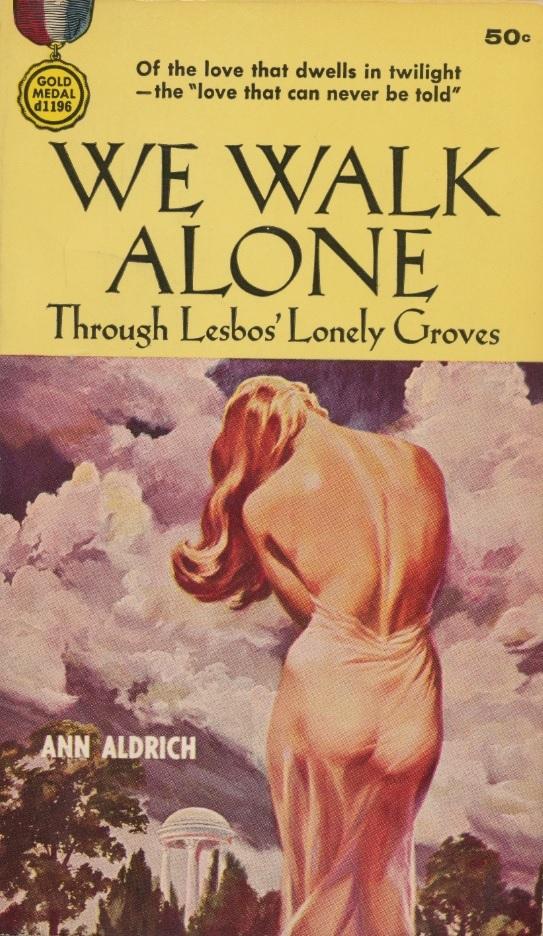
We Walk Alone, illustration de John Floherty, 1955